# Zach Muscat
Zach Muscat (sinh ngày 22 tháng 8 năm 1993) là một cầu thủ bóng đá chuyên nghiệp người Malta hiện đang thi đấu ở vị trí hậu vệ cánh trái cho câu lạc bộ Bồ Đào Nha Farense.

## Sự nghiệp thi đấu
Trước đây, Muscat đã từng thi đấu cho Pietà Hotspurs, Birkirkara và Akragas. Anh ta chuyển đến câu lạc bộ Arezzo vào tháng 6 năm 2016.
Ngày 28 tháng 6 năm 2018, Muscat ký hợp đồng 2 năm với Pistoiese. Ngày 31 tháng 1 năm 2019, anh ta chuyển đến Olhanense theo dạng cho mượn đến hết mùa giải. Anh ta chỉ thi đấu đúng 1 trận cho Pistoiese trong mùa giải 2019-20 sau khi quay trở lại. Ngày 1 tháng 9 năm 2019, câu lạc bộ đã ra thông báo chính thức về việc chấm dứt hợp đồng của anh ấy. Ngay sau đó, anh ta quay trở lại Olhanense, trước khi ký hợp đồng với Casa Pia.
Tháng 8 năm 2022, anh ta ký hợp đồng với Farense.

## Sự nghiệp thi đấu quốc tế
Muscat ra mắt quốc tế cho Malta vào năm 2014.

## Bàn thắng quốc tế
Tỷ số và kết quả liệt kê bàn thắng đầu tiên của Malta, cột điểm cho biết điểm số sau mỗi bàn thắng của Muscat.
| #  | Thời gian            | Địa điểm                               | Đối thủ    | Ghi bàn | Kết quả | Giải đấu                                     |
| -- | -------------------- | -------------------------------------- | ---------- | ------- | ------- | -------------------------------------------- |
| 1. | 6 tháng 6 năm 2017   | Sân vận động Merkur Arena, Graz, Áo    | Ukraina    | 1–0     | 1–0     | Giao hữu                                     |
| 2. | 11 tháng 10 năm 2021 | AEK Arena – Georgios Karapatakis, Síp  | Síp        | 1–1     | 2-2     | Vòng loại giải vô địch bóng đá thế giới 2022 |
| 3. | 12 tháng 6 năm 2022  | Sân vận động Quốc gia, Ta' Qali, Malta | San Marino | 1–0     | 1–0     | UEFA Nations League                          |